# Parigny-les-Vaux
Parigny-les-Vaux este o comună în departamentul Nièvre din centrul Franței. În 2009 avea o populație de 973 de locuitori.

## Evoluția populației
| An        | 1975 | 1982 | 1990 | 1999 | 2006 | 2009 |
| --------- | ---- | ---- | ---- | ---- | ---- | ---- |
| Populație | 515  | 804  | 938  | 904  | 968  | 973  |